# Câmara dos Representantes (Uruguai)
A Câmara dos Representantes (em castelhano:  Cámara de Representantes) é a câmara baixa da Assembleia Geral do Uruguai (Asamblea General). A Câmara tem 99 membros, eleitos para um mandato de cinco anos por representação proporcional com pelo menos dois membros por departamento. A partir da última eleição, a Frente Ampla tem 42 deputados, com o Partido Nacional recebendo 32, o Partido Colorado recebendo 13, o Partido Independente elegendo 1, o Partido da Gente 1, e o Partido Ecologista Radical Intransigente 1.